# Commission internationale pour la protection des Alpes
 (avril 2016).
La Commission internationale pour la protection des Alpes (CIPRA) est une organisation non gouvernementale qui fédère plus de cent organisations locales et régionales situées dans les sept pays de l'arc alpin. La CIPRA agit en faveur du développement soutenable et œuvre pour la protection des Alpes.
On confond souvent la Commission internationale pour la protection des Alpes et la Convention alpine : indépendantes l'une de l'autre, elles sont toutefois étroitement liées. Depuis sa fondation en 1952, la CIPRA a encouragé la création d'une convention pour les Alpes et a accompagné sa naissance et sa mise en œuvre dans les années 1990. Aujourd'hui, la CIPRA est l’une des organisations observatrices officielles de la Convention alpine. Elle participe aux conférences alpines et s’engage dans différents groupes de travail.

## Histoire
La Commission internationale pour la protection des Alpes a été fondée le 5 mai 1952 à Rottach/Egern en Allemagne. L’idée de sa fondation est née au sein de l’Union mondiale pour la nature (UICN), à la suite de plusieurs projets prévus dans le Parc National du Gran Paradiso/I. Dès le début, la CIPRA eut un lien très étroit avec l’UICN (Union mondiale pour la nature). Cette dernière fut fondée en 1948 à Fontainebleau. Le premier président de l’UICN était Charles Jean Bernard, qui fut également nommé premier président de la CIPRA en 1952. Le secrétaire qui l’assistait à la CIPRA était Wolfgang Burhenne, qui travaillait aussi à l’UICN. En 1952, la CIPRA devint membre de l’UICN. Elle resta toutefois une organisation indépendante, qui possédait son propre règlement. 
En 1983, la Commission internationale pour la protection des Alpes charge l'Union internationale pour la conservation de la nature de réaliser un bilan sur la coopération dans l'arc alpin. Le bilan est alarmant et « le Cercle du Liechtenstein » charge les deux organisations de réaliser un projet de convention. Celui-ci est signé en octobre 1989 par les sept pays de l'arc alpin.

## Objectifs et priorités
La CIPRA poursuit une double stratégie : d'une part un développement par le haut avec la Convention alpine, d'autre part un développement depuis la base avec des projets, des initiatives et des réseaux. Les secrétariats des associations « Ville des Alpes de l'Année » et « Via Alpina » sont gérés par la CIPRA et sont des partenaires importants pour la mise en œuvre de cette stratégie.

## Organisation
La CIPRA possède plusieurs organes.

### Représentations nationales
La CIPRA possède sept représentations nationales en Allemagne, en France, en Italie, au Liechtenstein, en Autriche et en Slovénie, et une représentation régionale dans le Tyrol du Sud. Ces représentations sont des entités indépendantes qui assurent l’interface avec les membres et les instances politiques nationales. Le secrétariat de CIPRA International est implanté au Liechtenstein.

### Organisations membres
La CIPRA fédère près de 100 organisations et institutions, essentiellement des associations et instituts environnementaux, mais aussi des pays dans le cas de l’Autriche, des parcs naturels en France et des membres individuels en Slovénie.